# Geagras redimitus
Geagras redimitus — вид змій родини полозових (Colubridae). Ендемік Мексики. Це єдиний представник монотипового роду Geagras.

## Поширення і екологія
Geagras redimitus мешкають на перешийку Теуантепек в штаті Оахака. Вони живуть в тропічних листяних лісах, на висоті 100 м над рівнем моря.